# GMTV (텔레비전 채널)
GMTV(지엠티비, Global Music(글로벌 뮤직 티비)의 약어)는 대한민국의 음악 텔레비전 채널이다.

## 역사
1994년 현대음향이 세운 고려음악방송 이 시초로, 이듬 해인 1995년 3월 M21이라는 이름으로 첫 방송을 시작했다. 개국 초기에는 케이블 21번 채널에서 방송했는데, 이는 그 당시 일부지역에서 무선호출기 주파수대역과 겹쳐서 화질 불량사태가 발생했고 얼마 뒤 채널 번호를 43번으로 바꾸었고 사명도 KMTV로 변경하였다. 이 후 《쇼 뮤직탱크》, 《Live MQ》, 《소년소녀가요백서》 등 여러 음악 전문 예능 프로그램을 런칭시켜 엠넷과 함께 음악전문채널로 입지를 다졌다. 1995년부터 2003년까지 코리아 뮤직 어워드 KMTV 가요대전(2002년 '코리아 뮤직 어워드' 로 명칭 변경)을 진행하였다.
2004년, KMTV의 모기업인 대영 A/V가 CJ미디어에 인수되면서 KMTV는 CJ의 산하가 되었다. 이 시기부터 한 때 경쟁 관계였던 엠넷과 급격히 협력 관계로 돌아서, 2004년 자체적으로 진행하던 시상식을 MKMF(Mnet Km MusicVideo Festival)로 통합하여 진행했으며 엠넷과 KM의 프로그램을 서로의 방송에서 일정 시간 방영하기도 하였다. 2005년 엠넷이 개국 10주년을 맞아 종합 엔터테인먼트 채널로 운영 전략을 변경하자, 자회사였던 KMTV 역시 멀티 엔터테인먼트 채널 변신을 선언하고 같은 해 10월 21일 사명을 KM으로 변경하였다. 2006년 10월 CJ미디어의 tvN 런칭과 함께 KM의 43번 케이블 국번은 tvN에 넘어갔고, KM은 케이블에서 퇴출당해 위성방송으로 넘어갔다. 이듬 해인 2007년 CJ미디어의 매직TV 인수와 함께 KM은 케이블에 재입성하였다. 2010년에는 케이블TV 디지털 방송 시행에 따라 HD 방송을 시작하였다.
2012년부터 단독 프로그램 런칭을 중단하고, 엠넷의 기존 프로그램을 재방송하는 형태로 채널운영을 이어갔다. 그러던 2015년 5월 31일, 폐국을 결정하였으며 (주)GTV가 KM의 기존 방송 플렛폼을 인수하여 GMTV를 개국했다.

## 연혁
- 1995년 3월 1일: M21 개국. 후에 KMTV로 채널명 변경.[1]
- 1997년 3월 3일: CI 로고 변경 (KMTV → KMTV)
- 2005년 10월 21일: KMTV에서 KM으로 채널명 변경.
- 2015년 6월 1일: 지텔레비전(현 베리미디어)이 인수. KM에서 GMTV(영어: Global Music Television)(Global Music 글로버뮤직) 로 채널명 변경.
- 2016년 5월 2일: CMB 런칭
- 2022년 : 2022년도 방송콘텐츠 제작역량평가 매우우수 채널 선정
- 2023년 : KCA 방송프로그램 제작 지원 선정

### 채널 이름
- 1995년 3월 1일 ~ 1997년 3월 2일 : M21
- 1997년 3월 3일 ~ 2005년 10월 20일 : KMTV
- 2005년 10월 21일 ~ 2015년 5월 31일 : KM
- 2015년 6월 1일 ~ 2018년 11월 30일 : GMTV
- 2018년 12월 1일 ~ 현재 : GM

## 주요 프로그램
| 방송 장르 | 방송 제목            | 방송사   | 비고 |
| 음악      | 윤도현의 러브 레터   | KBS 2TV  |      |
| 음악      | 유희열의 스케치북    | KBS 2TV  |      |
| 음악      | 콘서트 7080          | KBS 1TV  |      |
| 음악      | 가요무대             | KBS 1TV  |      |
| 음악      | 전국노래자랑         | KBS 1TV  |      |
| 음악      | 봄여름가을겨울의 숲  | Mnet     |      |
| 음악      | 윤도현의 MUST        | Mnet     |      |
| 음악      | 트로트 엑스          | Mnet     |      |
| 음악      | 러브 앤 뮤직         |          |      |
| 음악      | 추억속의 음악여행    |          |      |
| 음악      | 에이콘의 댄스스쿨    |          |      |
| 드라마    | 제3병원              | tvN      |      |
| 예능      | 모큐드라마 싸인      | 채널A    |      |
| 예능      | 충격실화극 싸인      | 채널A    |      |
| 예능      | 나는 몸신이다        | 채널A    |      |
| 예능      | 슈퍼디바 2012        | tvN      |      |
| 음악      | 화이팅 국민여러분    | 아이넷TV |      |
| 음악      | 베스트 가요쇼        | 아이넷TV |      |
| 음악      | 가요가 좋다          | 아이넷TV |      |
| 음악      | 전국 가요 대행진     |          |      |
| 음악      | 국민 사랑 콘서트     |          |      |
| 음악      | 윤경화의 쇼가요중심  |          |      |
| 음악      | 뮤직 플러스          |          |      |
| 음악      | 고고 콘서트          |          |      |
| 음악      | 노래하는 가요청백천  |          |      |
| 음악      | 착한콘서트           |          |      |
| 음악      | 열린 성인가요 콘서트 |          |      |
| 음악      | 쇼 성인가요 베스트 2 |          |      |
| 음악      | 장스타쇼             |          |      |
| 음악      | 핫앤뉴 뮤직비디오    |          |      |
| 음악      | 원더 케이팝          |          |      |
| 교양      | 콕킹 코리아          | SBS      |      |
| 교양      | TV 보험상담소        | TBC      |      |
| 기타      | 통큰 부동산          |          |      |

## 종영 프로그램
| 방송 장르 | 방송 제목        | 방송사 |
| --------- | ---------------- | ------ |
| 음악      | 골든힛트쏭       |        |
| 음악      | 소년소녀가요백서 |        |
| 음악      | 뮤직 트라이앵글  |        |
| 음악      | 쇼 뮤직탱크      |        |